# Silabario cree
Las sílabas Cree son las versiones de las sílabas aborígenes canadienses utilizadas para escribir el dialectos Cree, incluido el sistema de sílabas original creado para el Cree y el Ojibwe.  Hay dos variedades principales de sílabas para el Cree: las sílabas Western Cree y las sílabas Eastern Cree.  Las sílabas se adaptaron más tarde a varios otros idiomas. 
Se estima que más de 70.000 personas de habla algonquina usan el guion, desde Saskatchewan en el oeste hasta la bahía de Hudson en el este, la frontera de Estados Unidos hasta Mackenzie y Kewatin (los Territorios del Noroeste y Nunavut) en el norte.

## Historia
Las sílabas Cree fueron desarrolladas por James Evans, un misionero en lo que ahora es Manitoba en la década de 1830 para Ojibwe.  Evans había adaptado originalmente la escritura latina a Ojibwe (ver sistema de Evans), pero después de enterarse del éxito del silabario Cherokee, experimentó con escrituras inventadas basándose en su familiaridad con la taquigrafía y el Devanagari.
Cuando Evans trabajó más tarde con Cree y tuvo problemas con el alfabeto latino, recurrió a su proyecto Ojibwe y en 1840 lo adaptó a Cree.
El resultado contenía solo nueve formas de glifos, cada una de las cuales representaba una sílaba con las vocales determinadas por la orientación de las formas.  Después de la publicación en 1841 de un libro de himnos silábicos, el nuevo guion se difundió rápidamente.  Los Cree lo valoraban porque se podía aprender en unas pocas horas y porque se distinguía visualmente de la escritura latina de las lenguas coloniales.  Prácticamente todos los cree aprendieron a leer y escribir en el nuevo silabario en unos pocos años.  Evans enseñó escribiendo sobre corteza de abedul con hollín, y se hizo conocido como "el hombre que hizo hablar a la corteza de abedul".

## Estructura
Las sílabas aborígenes canadienses son únicas entre las escrituras abugida en que la orientación de un símbolo, en lugar de modificaciones de su forma o marcas diacríticas, determina la vocal de una sílaba.  Cada forma básica corresponde a un sonido consonante específico;  esto se invierte o gira para denotar la vocal acompañante.
Al igual que el alfabeto latino, las sílabas se escriben de izquierda a derecha, con cada nuevo renglón de escritura directamente debajo del anterior.
| VocalCons. | a | e | i | o |
| ---------- | - | - | - | - |
| -          | ᐊ | ᐁ | ᐃ | ᐅ |
| p          | ᐸ | ᐯ | ᐱ | ᐳ |
| t          | ᑕ | ᑌ | ᑎ | ᑐ |
| k          | ᑲ | ᑫ | ᑭ | ᑯ |
| ch         | ᒐ | ᒉ | ᒋ | ᒍ |
| m          | ᒪ | ᒣ | ᒥ | ᒧ |
| n          | ᓇ | ᓀ | ᓂ | ᓄ |
| s          | ᓴ | ᓭ | ᓯ | ᓱ |
| y          | ᔭ | ᔦ | ᔨ | ᔪ |

## Variantes
El silabario sigue utilizándose para los dialectos de Cree al oeste de la frontera entre Manitoba y Ontario como silábicos de Western Cree.  John Horden  introdujo modificaciones en la década de 1850 en el área de James Bay.  Estos se estandarizaron en 1865 para formar las sílabas Cree del Este, que se utilizan hoy en día para muchos dialectos orientales de Cree, Naskapi y Ojibwe, aunque los dialectos Cree del este de Quebec usan el alfabeto latino.  Las dos versiones difieren principalmente en la forma en que indican las consonantes finales de sílabas, en cómo marcan la semivocal / w / y en cómo reflejan las diferencias fonológicas entre los dialectos Cree. Hay más diferencias locales menores en la ortografía, las formas de los caracteres, los estilos de escritura y la puntuación; algunos escritores usan puntos o espacios entre palabras y otros no indican la separación de palabras.

## Uso moderno
Aunque se usa para manuscritos, cartas y registros personales desde el siglo XIX, la necesidad de un tipo especial restringió las sílabas impresas a las publicaciones misioneras.  Sin embargo, con el desarrollo de las máquinas de escribir silábicas y, más tarde, los procesadores de texto, el control de la escritura pasó a los hablantes nativos y ahora se utiliza para libros escolares, publicaciones periódicas y documentos oficiales.